# Peguero Jean Philippe
Peguero Jean Philippe (29 de septiembre de 1981, Port-de-Paix, Haití), también conocido como Jean Philippe Peguero es un futbolista internacional de Haití que se desempeña como delantero; su actual equipo es el Moca FC de la Primera División de República Dominicana.

## Carrera
Peguero debutó como futbolista profesional con el Don Bosco FC en la Primera División del fútbol de Haití en 2002. En la temporada 2003 fue el máximo goleador de la liga con 13 anotaciones recibiendo el premio al jugador más valioso de la liga y la Bota de Oro. En 2004 fue transferido al Colorado Rapids de la MLS, equipo con el cual participó dos temporadas en la Primera División de los Estados Unidos.
Posteriormente jugó en Dinamarca con el Brøndby IF donde sufrió una lesión de rodilla que lo mantuvo fuera del fútbol por 7 meses. Regresó a Estados Unidos y a Haití a jugar con San Jose Earthquakes, Fort Lauderdale Strikers y Don Bosco FC, respectivamente. Actualmente se desempeña en el Moca FC de la República Dominicana.

## Trayectoria
| Club                     | País                 | Año           |
| ------------------------ | -------------------- | ------------- |
| Don Bosco FC             | Haití                | 2002–2003     |
| Colorado Rapids          | Estados Unidos       | 2004–2006     |
| New York Red Bulls       | Estados Unidos       | 2006-2007     |
| Brøndby IF               | Dinamarca            | 2007–2009     |
| San Jose Earthquakes     | Estados Unidos       | 2008–Préstamo |
| Fort Lauderdale Strikers | Estados Unidos       | 2009–2011     |
| Don Bosco FC             | Haití                | 2011–2014     |
| Moca FC                  | República Dominicana | 2015–presente |

## Carrera internacional
Peguero debutó con la selección absoluta de Haití en julio de 2003 en un partido amistoso contra la selección de San Cristóbal y Nieves.